# Bóng đá tại Đại hội Thể thao Đông Nam Á 2017
Môn bóng đá tại Đại hội Thể thao Đông Nam Á 2017 bao gồm bóng đá nam và bóng đá nữ. Nội dung bóng đá nam diễn ra từ ngày 14 tháng 8 đến ngày 29 tháng 8 năm 2017 và nội dung bóng đá nữ diễn ra từ ngày 15 tháng 8 đến ngày 24 tháng 8 năm 2017. Các trận đấu được tổ chức tại Kuala Lumpur, Shah Alam và Selayang của Malaysia. Độ tuổi tham dự là dưới 22 tuổi cộng thêm ba cầu thủ quá tuổi đối với nam, và không giới hạn độ tuổi đối với nữ.
Các hiệp hội liên kết với FIFA có thể cử các đội tuyển tham gia giải đấu. Các đội tuyển nam bị giới hạn dưới 22 tuổi (sinh từ sau ngày 1 tháng 1 năm 1995) với tối đa ba cầu thủ quá tuổi, trong khi không có giới hạn tuổi đối với nữ.
Trong giải đấu nam, Thái Lan tiếp tục giữ vững ngôi đương kim vô địch và giành được huy chương vàng lần thứ 16 sau khi đánh bại Malaysia với tỷ số 1–0.. Còn tại giải đấu nữ, Việt Nam đã giành được huy chương vàng lần thứ năm trong thể thức vòng tròn một lượt, tám năm kể từ sau chiến thắng của họ tại Đại hội Thể thao Đông Nam Á 2009.

## Lịch thi đấu
Dưới đây là lịch thi đấu cho môn bóng đá.
| G | Vòng bảng | ½ | Bán kết | B | Play-off tranh hạng ba | F | Chung kết |

| Nội dung | T2 14 | T3 15 | T4 16 | T5 17 | T6 18 | T7 19 | CN 20 | T2 21 | T3 22 | T4 23 | T5 24 | T6 25 | T7 26 | CN 27 | T2 28 | T3 29 | T3 29 |
| -------- | ----- | ----- | ----- | ----- | ----- | ----- | ----- | ----- | ----- | ----- | ----- | ----- | ----- | ----- | ----- | ----- | ----- |
| Nam      | G     | G     | G     | G     | G     |       | G     | G     | G     | G     | G     |       | ½     |       |       | B     | F     |
| Nữ       |       | G     |       | G     |       |       | G     |       | G     |       | G     |       |       |       |       |       |       |

## Địa điểm
Tổng cộng năm địa điểm thuộc ba thị trấn khác nhau đã được sử dụng trong giải đấu. Sân vận động bóng đá Kuala Lumpur là một trong những địa điểm ban đầu cho môn bóng đá, cho đến khi nó được thay thế bằng sân vận động Selayang vào tháng 7 năm 2017 do điều kiện không đạt yêu cầu trong việc xây dựng mới sân vận động. Sân vận động Quốc gia Bukit Jalil cũng được lên kế hoạch ban đầu cho trận chung kết bóng đá nam trước khi được chuyển sang sân vận động Shah Alam vì một số lý do.
| Kuala Lumpur                                                                         | Selayang                                 | Shah Alam              | Shah Alam         |
| ------------------------------------------------------------------------------------ | ---------------------------------------- | ---------------------- | ----------------- |
| Sân vận động Arena UM                                                                | Sân vận động Hội đồng Thành phố Selayang | Sân vận động Shah Alam | Sân vận động UiTM |
| Sức chứa: 1.000                                                                      | Sức chứa: 16.000                         | Sức chứa: 80.372       | Sức chứa: 6.000   |
|                                                                                      |                                          | Sân vận động Shah Alam |                   |
| Kuala LumpurShah AlamSelayangBóng đá tại Đại hội Thể thao Đông Nam Á 2017 (Malaysia) |                                          |                        |                   |

## Các quốc gia tham dự
| Quốc gia               | Nam | Nữ  |
| ---------------------- | --- | --- |
| Brunei                 | Yes | No  |
| Campuchia              | Yes | No  |
| Indonesia              | Yes | No  |
| Lào                    | Yes | No  |
| Malaysia               | Yes | Yes |
| Myanmar                | Yes | Yes |
| Philippines            | Yes | Yes |
| Singapore              | Yes | No  |
| Thái Lan               | Yes | Yes |
| Đông Timor             | Yes | No  |
| Việt Nam               | Yes | Yes |
| Tổng cộng: 11 quốc gia | 11  | 5   |

## Giải đấu nam
Mười một đội tuyển được chia thành hai bảng đấu vòng tròn một lượt. Mỗi bảng chọn hai đội xếp đầu vào bán kết.

### Vòng bảng

#### Bảng A
| VT | Đội          | ST | T | H | B | BT | BB | HS  | Đ  | Giành quyền tham dự     |
| -- | ------------ | -- | - | - | - | -- | -- | --- | -- | ----------------------- |
| 1  | Malaysia (H) | 4  | 4 | 0 | 0 | 10 | 4  | +6  | 12 | Vòng đấu loại trực tiếp |
| 2  | Myanmar      | 4  | 3 | 0 | 1 | 12 | 4  | +8  | 9  | Vòng đấu loại trực tiếp |
| 3  | Singapore    | 4  | 2 | 0 | 2 | 4  | 4  | 0   | 6  |                         |
| 4  | Lào          | 4  | 1 | 0 | 3 | 5  | 8  | −3  | 3  |                         |
| 5  | Brunei       | 4  | 0 | 0 | 4 | 1  | 12 | −11 | 0  |                         |

#### Bảng B
| VT | Đội         | ST | T | H | B | BT | BB | HS  | Đ  | Giành quyền tham dự     |
| -- | ----------- | -- | - | - | - | -- | -- | --- | -- | ----------------------- |
| 1  | Thái Lan    | 5  | 4 | 1 | 0 | 10 | 1  | +9  | 13 | Vòng đấu loại trực tiếp |
| 2  | Indonesia   | 5  | 3 | 2 | 0 | 7  | 1  | +6  | 11 | Vòng đấu loại trực tiếp |
| 3  | Việt Nam    | 5  | 3 | 1 | 1 | 12 | 4  | +8  | 10 |                         |
| 4  | Philippines | 5  | 2 | 0 | 3 | 4  | 10 | −6  | 6  |                         |
| 5  | Đông Timor  | 5  | 1 | 0 | 4 | 2  | 8  | −6  | 3  |                         |
| 6  | Campuchia   | 5  | 0 | 0 | 5 | 1  | 12 | −11 | 0  |                         |

### Vòng đấu loại trực tiếp
|  | Bán kết                | Bán kết  |                        |   | Tranh huy chương vàng | Tranh huy chương vàng |
|  |                        |          |                        |   |                       |                       |
|  | 26 tháng 8 – Shah Alam |          |                        |   |                       |                       |
|  |                        |          |                        |   |                       |                       |
|  | Malaysia               | 1        |                        |   |                       |                       |
|  | Malaysia               | 1        | 29 tháng 8 – Shah Alam |   |                       |                       |
|  | Indonesia              | 0        |                        |   |                       |                       |
|  | Indonesia              | 0        | Malaysia               | 0 |                       |                       |
|  | 26 tháng 8 – Selayang  |          | Malaysia               | 0 |                       |                       |
|  |                        | Thái Lan | 1                      |   |                       |                       |
|  | Thái Lan               | Thái Lan | 1                      | 1 |                       |                       |
|  | Thái Lan               |          |                        | 1 |                       |                       |
|  | Myanmar                | 0        |                        |   |                       |                       |
|  | Myanmar                | 0        | Tranh huy chương đồng  |   |                       |                       |
|  |                        |          |                        |   |                       |                       |
|  | 29 tháng 8 – Selayang  |          |                        |   |                       |                       |
|  |                        |          |                        |   |                       |                       |
|  | Indonesia              | 3        |                        |   |                       |                       |
|  | Indonesia              | 3        |                        |   |                       |                       |
|  | Myanmar                | 1        |                        |   |                       |                       |

### Huy chương vàng
| Bóng đá nam Đại hội Thể thao Đông Nam Á 2017 |
| -------------------------------------------- |
| · Thái Lan · Lần thứ 16                      |

## Giải đấu nữ
Năm đội tuyển thi đấu vòng tròn một lượt tính điểm, đội nhiều điểm nhất sẽ giành huy chương vàng.
| VT | Đội          | ST | T | H | B | BT | BB | HS  | Đ  | Kết quả chung cuộc |
| -- | ------------ | -- | - | - | - | -- | -- | --- | -- | ------------------ |
| 1  | Việt Nam     | 4  | 3 | 1 | 0 | 13 | 2  | +11 | 10 | Huy chương vàng    |
| 2  | Thái Lan     | 4  | 3 | 1 | 0 | 13 | 4  | +9  | 10 | Huy chương bạc     |
| 3  | Myanmar      | 4  | 2 | 0 | 2 | 14 | 6  | +8  | 6  | Huy chương đồng    |
| 4  | Philippines  | 4  | 1 | 0 | 3 | 3  | 13 | −10 | 3  |                    |
| 5  | Malaysia (H) | 4  | 0 | 0 | 4 | 1  | 19 | −18 | 0  |                    |

## Tóm tắt huy chương

### Bảng huy chương
| Hạng               | Đoàn               | Vàng | Bạc | Đồng | Tổng số |
| ------------------ | ------------------ | ---- | --- | ---- | ------- |
| 1                  | Thái Lan (THA)     | 1    | 1   | 0    | 2       |
| 2                  | Việt Nam (VIE)     | 1    | 0   | 0    | 1       |
| 3                  | Malaysia (MAS)     | 0    | 1   | 0    | 1       |
| 4                  | Indonesia (INA)    | 0    | 0   | 1    | 1       |
| 4                  | Myanmar (MYA)      | 0    | 0   | 1    | 1       |
| Tổng số (5 đơn vị) | Tổng số (5 đơn vị) | 2    | 2   | 2    | 6       |

### Danh sách huy chương
| Nội dung | Vàng | Bạc | Đồng |
| -------- | --- | --- | --- |
| Nam      | Thái Lan (THA) · Anusith Termmee · Sasalak Haiprakhon · Suriya Singmui · Worawut Namvech · Shinnaphat Lee-Oh · Chaowat Veerachat · Nattawut Sombatyotha · Nopphon Ponkam · Chenrop Samphaodi · Chaiyawat Buran · Kevin Deeromram · Peerawat Akkratum · Picha U-Tra · Montree Promsawat · Saringkan Promsupa · Phitiwat Sukjitthammakul · Ratthanakorn Maikami · Worachit Kanitsribampen · Sittichok Kannoo · Nont Muangngam | Malaysia (MAS) · Haziq Nadzli · Matthew Davies · Syazwan Zaipol Bahari · Adib Zainuddin · Muhd Syahmi Safari · Safawi Rasid · Amirul Hisyam Awang Kechik · Muhd Nor Azam Abdul Azih · Adam Nor Azlin · Kumaahran Sathasivam · Jafri Firdaus Chew · Thanabalan Nadarajah · Ariff Farhan Isa · Syamer Kutty Abba · Syazwan Andik · Danial Amier Norhisham · Irfan Zakaria · Akhyar Rashid · Ifwat Akmal · Syafiq Ahmad | Indonesia (INA) · Satria Tama Hardiyanto · Putu Gede Juni Antara · Andy Setyo · Ryuji Utomo · Evan Dimas · Muhammad Hargianto · Ezra Walian · Gavin Kwan Adsit · Febri Haryadi · Asnawi Mangkualam Bahar · Ricky Fajrin · Saddil Ramdani · Kurniawan Ajie · Hanif Abdurrauf Sjahbandi · Yabes Roni · Hansamu Yama · Marinus Maryanto Wanewar · Osvaldo Haay · Rezaldi Hehanusa · Septian David Maulana |
| Nữ       | Việt Nam (VIE) · Đặng Thị Kiều Trinh · Nguyễn Thị Xuyến · Chương Thị Kiều · Vũ Thị Thúy · Bùi Thị Như · Vũ Thị Nhung · Nguyễn Thị Tuyết Dung · Nguyễn Thị Liễu · Trần Thị Thùy Trang · Nguyễn Thị Nguyệt · Phạm Hải Yến · Nguyễn Thị Muôn · Trần Thị Kim Thanh · Nguyễn Thị Bích Thùy · Nguyễn Hải Hòa · Nguyễn Thị Vạn · Huỳnh Như · Bùi Thúy An · Nguyễn Thị Thanh Hảo · Trần Thị Hồng Nhung                              | Thái Lan (THA) · Waraporn Boonsing · Natthakarn Chinwong · Duangnapa Sritala · Ainon Phancha · Pikul Khueanpet · Silawan Intamee · Naphat Seesraum · Warunee Phetwiset · Sunisa Srangthaisong · Alisa Rukpinij · Rattikan Thongsombut · Orathai Srimanee · Nipawan Panyosuk · Khwanrudi Saengchan · Taneekarn Dangda · Yada Sengyong · Pitsamai Sornsai · Kanjana Sungngoen · Nisa Romyen · Saowalak Pengngam        | Myanmar (MYA) · Mya Phu Ngon · Khin Than Wai · Zin Mar Win · Wai Wai Aung · Phu Pwint Khaing · San San Maw · Win Theingi Tun · Naw Ar Lo Wer Phaw · Yee Yee Oo · Khin Marlar Tun · Khin Moe Wai · Le Le Hlaing · Than Than Htwe · May Sabai Phoo · Nu Nu · July Kyaw · Khin Mo Mo Tun · Zar Zar Myint · Ei Yadanar Phyo · Chit Chit                                                                    |